# Pictures at an Exhibition
Pictures at an Exhibition este un album al trupei britanice de rock progresiv Emerson, Lake and Palmer, lansat în 1971 ca și album live și reeditat în 2001 ca o ediție remasterizată ce include atât varianta live cât și pe cea de studio a lucrării clasice a lui Musorgski, Tablouri dintr-o expoziție. Originalul album live a fost înregistrat la Newcastle City Hall în North East England. 
A fost făcută și o variantă video a unui alt concert în care a fost cântată Pictures at an Exhibition. A fost lansată în 1973 iar în 2000 a apărut un DVD remasterizat în sistem Dolby Sunet Surround. Această reprezentație este notabilă pentru energia de care au dat dovadă cei trei tineri muzicieni.

## Lista pieselor
1. "Promenade" (Musorgski) (1:58)

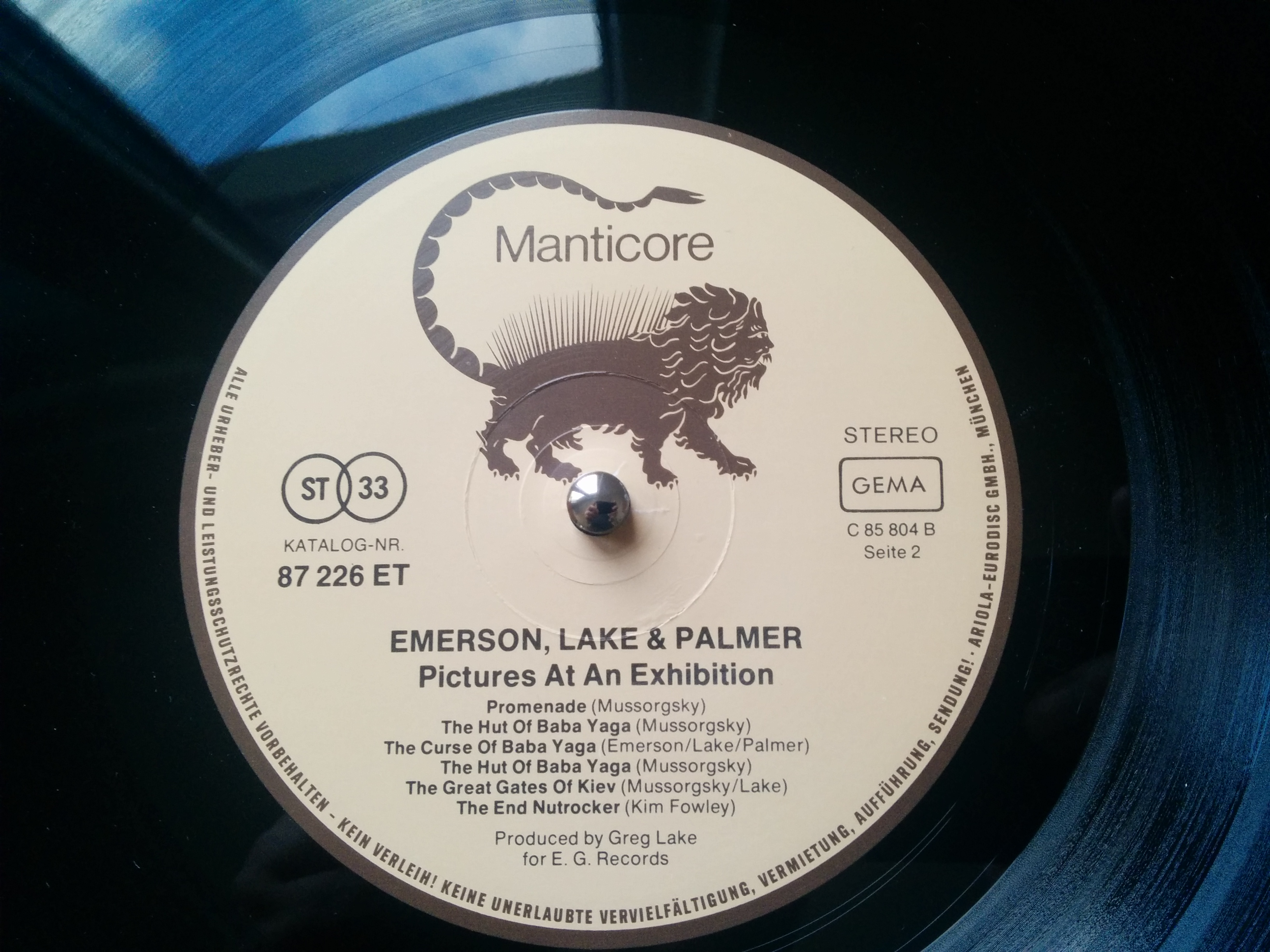
Etichetă a unei ediții germane a albumului Pictures at an Exhibition

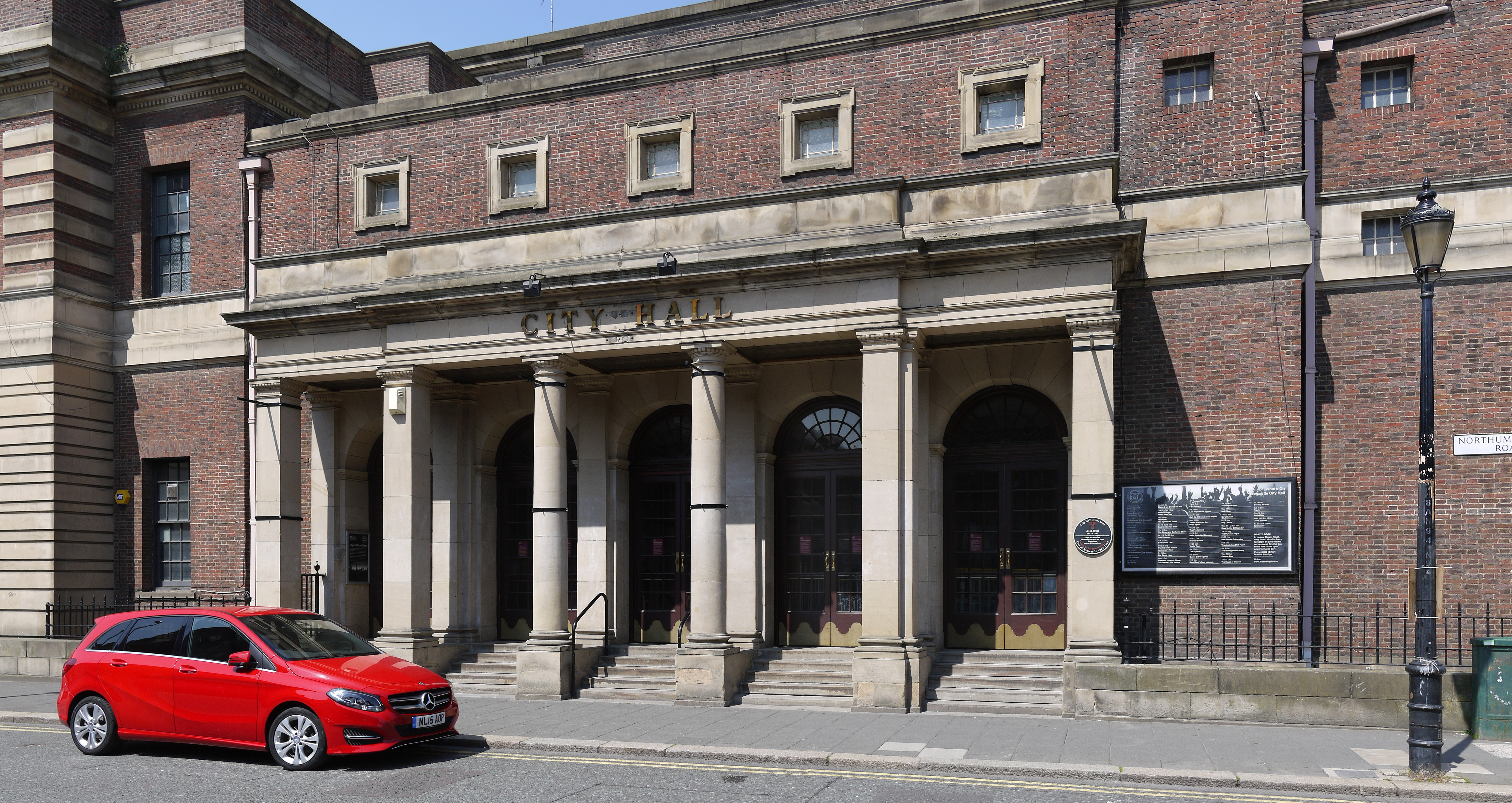
Newcastle City Hall, locația înregistrării live

2. "The Gnome" (Musorgski/Palmer) (4:18)
3. "Promenade" (Musorhski/Lake) (1:23)
4. "The Sage" (Lake) (4:42)
5. "The Old Castle" (Musorgski/Emerson) (2:33)
6. "Blues Variation" (Emerson/Lake/Palmer) (4:22)
7. "Promenade" (Musorgski) (1:29)
8. "The Hut of Baba Yaga"  (Musorgski) (1:12)
9. "The Curse of Baba Yaga" (Emerson/Lake/Palmer) (4:10)
10. "The Hut of Baba Yaga" (Musorgski) (1:06)
11. "The Great Gates of Kiev/The End" (Musorgski/Lake) (6:37)
12. "Nutrocker" (Tchaikovsky, Fowley) (4:26)

## Single-uri
- "Nutrocker"/"The Great Gates of Kiev" (1971)

## Componență
- Keith Emerson - orgi Hammond C3 și L100, Moog sintetizator modular, clavinet
- Greg Lake - bas, chitară acustică, voce
- Carl Palmer - percuție, baterie